# 앤드루 루그 올덤
앤드루 루그 올덤(영어: Andrew Loog Oldham, 1944년 1월 29일 ~)은 음악 프로듀서, 연예 매니저, 연출가 그리고 저자이다. 그는 롤링 스톤스의 매니저와 프로듀서를 1963년에서 1967년까지 맡았다. 또한 그만의 현란한 스타일로도 유명하다. 올덤은 1970년대 ABBA의 전기를 두 권( 《Stoned》 (1998), 《2Stoned》 (2001)) 집필했다.

## 생애
올덤의 아버지, 앤드루 루그는 네덜란드계 텍사스인이며, 에이트 에어포스에서 복무한 미국 육군 항공대 중위였다. 아버지는 보잉 B-17 플라잉 포트리스에 타고 있다가 영국 해협에서 격추되어 사망했다. 그는 벨기에의 아르덴 미군 묘비 및 기념비에 묻혔다. 올덤의 어머니는 셀리 올덤으로 호주인이며, 간호사와 연산자로 일했다. 올덤은 에일즈버리 학교와 옥스퍼드셔의 코크트루프 학교, 노샘프턴셔의 웰링버러 학교에 다녔다.
비틀즈의 매니저 브라이언 엡스타인 밑에서 비틀즈의 선전을 담당하던 후 롤링 스톤스의 매니저가 된다. 올덤은 롤링 스톤스에 대한 관리자, 레코드 프로듀서, 홍보 담당이라는 3가지 역할을 훌륭히 수행하여 밴드를 국제적인 명성으로 이끌었다. 롤링 스톤스를 불량 스타일로 변모시킨 것도, 키스 리처즈의 's'를 제거하고 리처드로 한 것도, 피아니스트 이언 스튜어트를 정식 멤버에서 분리한 것도 그의 제안이었다. 그러나 롤링 스톤스와 마약 문제로 1966년이 되어 롤링 스톤즈와의 계약을 앨런 클라인에게 물려주는 것을 생각하게 된다. 올덤은 1965년 이미데이트 레코드를 설립하고 스몰 페이시즈의 매니지먼트를 도맡는다. 스티브 메리어트가 밴드를 탈퇴한 뒤 그는 메리어트가 험블 파이를 결성하는 데 협력했다.
올덤의 롤링 스톤스에 대한 지배 역할은 믹 재거와의 긴장 관계에 결합했다. 리처즈는 초기에 올덤의 감독에 만족했다. 올덤은 리처즈가 브라이언 존스를 대신해 밴드의 주도권을 쥐게 협력했다. 그러나 리처즈가 일단 밴드의 주도권을 잡으면서부터 그는 올덤의 지배를 거절하게 된다. 올덤와 밴드는 1967년 후반에 결별하지만, 그들의 관계는 긴장 상태에 있었다. 후년 올덤와 리처즈를 제외하면 롤링 스톤스 멤버와의 관계는 회복되었지만, 리처즈와 올덤의 관계는 아직 개선되지 않고있다.